# 16 de Perseu
16 de Perseu (16 Persei) és un estel de magnitud aparent +4,20 situada a la constel·lació de Perseu. És a 121 anys llum de distància del sistema solar.
16 de Perseu és una gegant blanc-groga de tipus espectral F2III. La seva temperatura efectiva no es coneix amb exactitud; diversos estudis la situen en l'interval de 6.700 - 7.103 K. Lluix amb una lluminositat 21 vegades major que la lluminositat solar. A més de per la seva magnitud absoluta (+1,39), la seva condició de gegant ve recolzada per la seva grandària; el seu diàmetre angular estimat d'1,11 mil·lisegons d'arc implica que el seu radi és 4,4 vegades més gran que el del Sol. És un «rotor» ràpid, girant sobre si mateixa amb una velocitat de rotació igual o superior a 160 km/s. Això provoca un marcat aplanament a les seves regions polars (igual a 0,24).
Amb una massa 2,05 vegades major que la massa solar, l'edat de 16 de Perseu s'estima en 1.000 milions d'anys. Mostra un contingut metàl·lic —entenent per metall aquells elements més pesants que l'heli— molt semblant al del Sol ([Fe/H] = 0,00). Així mateix, evidència una abundància relativa de liti (A(Li) = 3,1) clarament superior a la solar, però que està en la mitjana de l'abundància còsmica d'aquest metall. Finalment, cal assenyalar que 16 Persei és una variable Delta Scuti confirmada a la base de dades SIMBAD.